# الهجوم على ضباط شرطة دالاس 2016
في 7 يوليو 2016، قُتل خمسة من رجال الشرطة على أيدي مسلحين اثنين في دالاس، تكساس وأصيب ستة ضباط آخرين ومدني. قام أحد المشتبه بهم فيما بعد بالانتحار بعد تبادل كثيف لإطلاق النار مع الشرطة. ووقعت الحادث عند نهاية احتجاج العشرات على مقتل سود على يد الشرطة. يُعد هذا الهجوم هو الأكثر دموية ضد الشرطة الأمريكية منذ هجمات 11 سبتمبر أيلول 2001.

## خلفية
بعد واقعتي قتل منفصلتين على يد الشرطة لم يفصل بينهما أكثر من 48 ساعة، راح ضحيتهما مواطنين أسودين هما ألتون سترلنج وفلاندو كاستل في ولايتي لويزيانا ومينيسوتا على الترتيب. نُظمت مظاهرات في عدد من المدن الأمريكية، طالب فيها المحتجون بتحقيق العدالة ونددوا بعنف الشرطة والعنصرية تجاه المواطنين السود خاصة. في دالاس نظمت «شبكة تأثير الجيل الجديد» (Next Generation Action Network) مظاهرة في ليل 7 يوليو. شارك في المظاهرة نحو 800 شخص، وأوكل لحوالي 100 شرطي حماية الحدث والمنطقة المحيطة. وقبل وقوع إطلاق النار، لم يُبلغ عن أي حوادث وكانت المظاهرة سلمية.
منتزه بيلو جاردن، الموقع الذي انطلقت منه المظاهرة وبالقرب منه وقع إطلاق النار، كان مكان تجمع مفضل لمظاهرات حركة حياة السود مهمة (بالإنجليزية: Black Lives Matter)‏، التي أقامت مظاهرتها في هذا المنتزه بعد مقتل ساندرا بلاند في مقاطعة والر، في سجن تكساس عام 2015.

## إطلاق النار
وقع إطلاق النار في الساعة 20:45 بالتوقيت المحلي، 1:45 بتوقيت جرينتش. المسلح الذي حاصرته الشرطة في مرأب سيارات بموقع الحادث كان قد أخبر الشرطة أنه يعمل بمفرده ولا ينتمي لأي منظمة أو جماعة. استخدمت الشرطة المتفجرات لإنهاء -المواجهة معه وسقط المسلح قتيلًا. قال قائد شرطة دالاس ديفيد براون إن أحد المسلحين قد «أخبر مفاوضينا أن النهاية قريبة وسيقتل معظمنا، في إشارة إلى رجال إنفاذ القانون، وأن هناك قنابل في شتى أنحاء المرأب وفي وسط المدينة أيضًا».
التقط أحد المارة مقطع فيديو لأحد المسلحين، ظهر فيه مطلقًا النار مرتين على شرطي أثناء اقترابه منه، وسقط الشرطي ساكنًا.

## مرتكب الجريمة
ميخا كزافييه جونسون (1991 - 8 يوليو 2016) كان يعيش مع والدته في المسكيت، تكساس  وعندما كان في الرابعة، تطلقلا والديه. درس جونسون جون في المدارس الثانوية وشارك في برنامج تدريب فيلق الموجه للضباط الاحتياطيين الجدد "، في مدرسة منطقة المسكيت المستقلة. تخرج من المدرسة الثانوية في عام 2009.
كان جونسون يخدم في جيش الولايات المتحدة فرع الاحتياط في الفترة من مارس 2009 إلى أبريل 2015، بمثابة متخصص في النجارة والبناء وحصل جونسون على رتبة الدرجة الأولى الخاصة والمنتشرة في أفغانستان في الفترة من نوفمبر 2013 إلى يوليو 2014  وكان ترتيبه ال420 للمهندسين الذين حصلو على هذه الرتبة. خلال فترة وجوده في أفغانستان، اتهم بالتحرش الجنسي من قبل جندية، الأمر الذي سعى لوضع قوانين تقييدية ضده، وقيلَ أنه بحاجه إلى استشارة طبية في مجال الصحة العقلية. بعد أن بدأ الجيش الأمريكي بإجراءات تصريف الخدمة له، حصل جونسون على نصيحة من محاميه بأن يتنازل عن حقه في جلسة الاستماع في المحكمة مقابل بدل أقل.
تلقى جونسون وسام الإنجاز من جيش حلف شمال الأطلسي لخدمته في أفغانستان. غادر جيش الاحتياط بعد عودته من أفغانستان وكان يعمل مساعداً للأطفال المعاقين عقلياً قبل وفاته. وقيل أنه ليس لديه سوابق جنائية في ولاية تكساس.
قال قائد شرطة دالاس ديفيد براون أن جونسون، الذي كان أسود كان مستاء من وضع الناس السود في الحياة وخطط لإطلاق النار على الشرطة، وفقاً لبراون «ذكر أنه يُريد قتل الناس البيض، وخاصة الضباط البيض». وقال صديق وزميل سابق لجونسون وصفه بأنه «دائماً [متهور] لا يثق في الشرطة».

## الضحايا
قتل خمسة جنود وجرح تسعة أشخاص سبعة من الضباط واثنين مدنيون في اطلاق النار.

## ردود الفعل
أمر حاكم ولاية تكساس غريغ أبوت مدراء وزارة السلامة العامة تقديم المساعدة لدالاس عند الطلب كما أصدر بيانا بعد اطلاق النار.
وكتب عضو كونغرس إلينوي السابق والناشط في حركة الشاي جو وولش تغريدة مثيرة للجدل على تويتر الذي تم حذفه في وقت لاحق: نص التغريدة «هذه هي الحرب الآن. احترس من أوباما. احترس من السود الاشرار وأميركا الحقيقية تاتي بعد»
وصف الرئيس باراك أوباما الهجوم بأنه «هجوم بغيض وخسيس ومتعمد على جهات إنفاذ القانون».